# Гандаки
Гандаки (на непалски: गण्डकी अञ्चल прослушай; на английски: Gandaki Zone) е една от 14-те зони на Непал разположена в централната част на страната. Зоната е с население от 1 487 954 жители (2001 г.), а площта ѝ е 12 275 кв. км. Гандаки е разделена административно на 6 области. Намира се в часова зона UTC+5:45.

## География
Зоната Гандаки граничи на север с Тибетски автономен регион в югозападен (Китай, на юг със зоната Лумбини, на запад със зоната Дхаулагири и на изток със зоната Багмати.
Гандаки е разделена на шест района:
- Горкха
- Каски
- Ламджунг
- Мананг
- Сянджа
- Танаху

Административен център на зоната е град Покхара, разположен в района Каски.
В зоната Гандаки има два планински върха-осемхилядници — Анапурна и Манаслу. В територията на зоната тече река Кали-Гандаки — една от най-големите реки на Непал, приток на Ганг.

## Туризъм
Националният парк Анапурна и Националният парк Манаслу привличат в Гандаки планински туристи от всички части на света. Популярен туристически обект е и Покхара, където са съсредоточени множество парапланерни клубове.